# Erica colorans
Erica colorans là một loài thực vật có hoa trong họ Thạch nam. Loài này được Andrews mô tả khoa học đầu tiên năm 1814.

## Hình ảnh

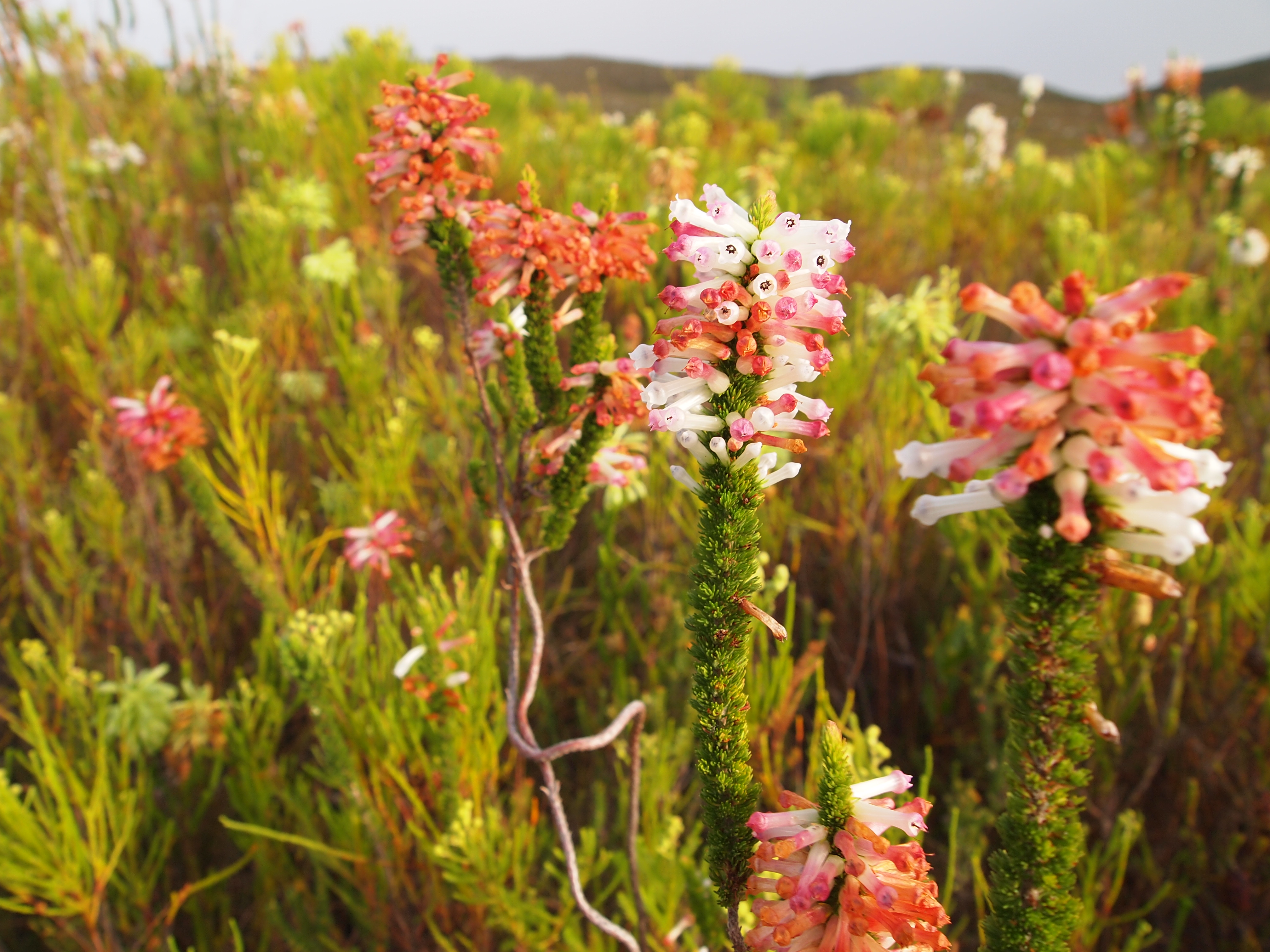
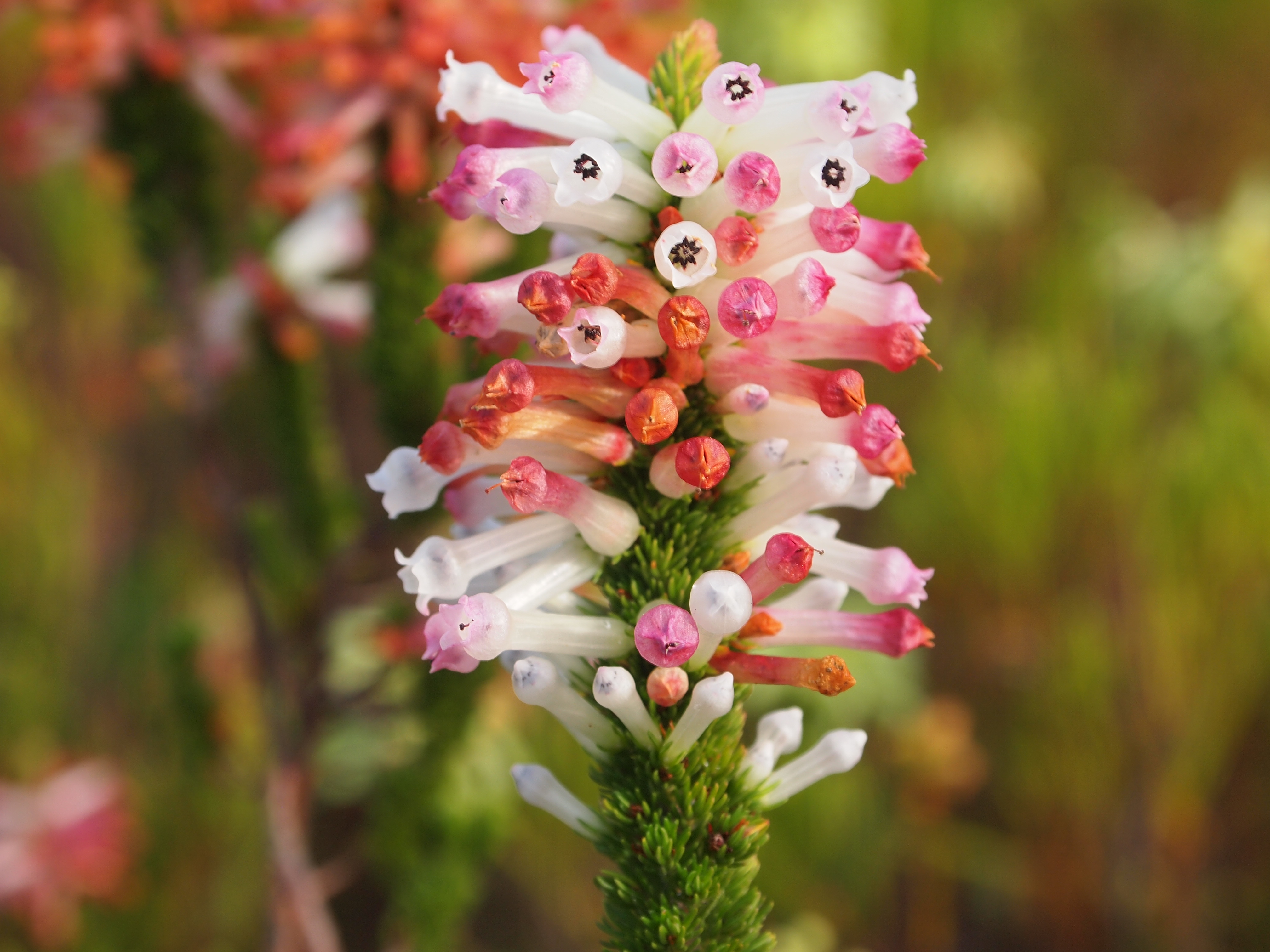
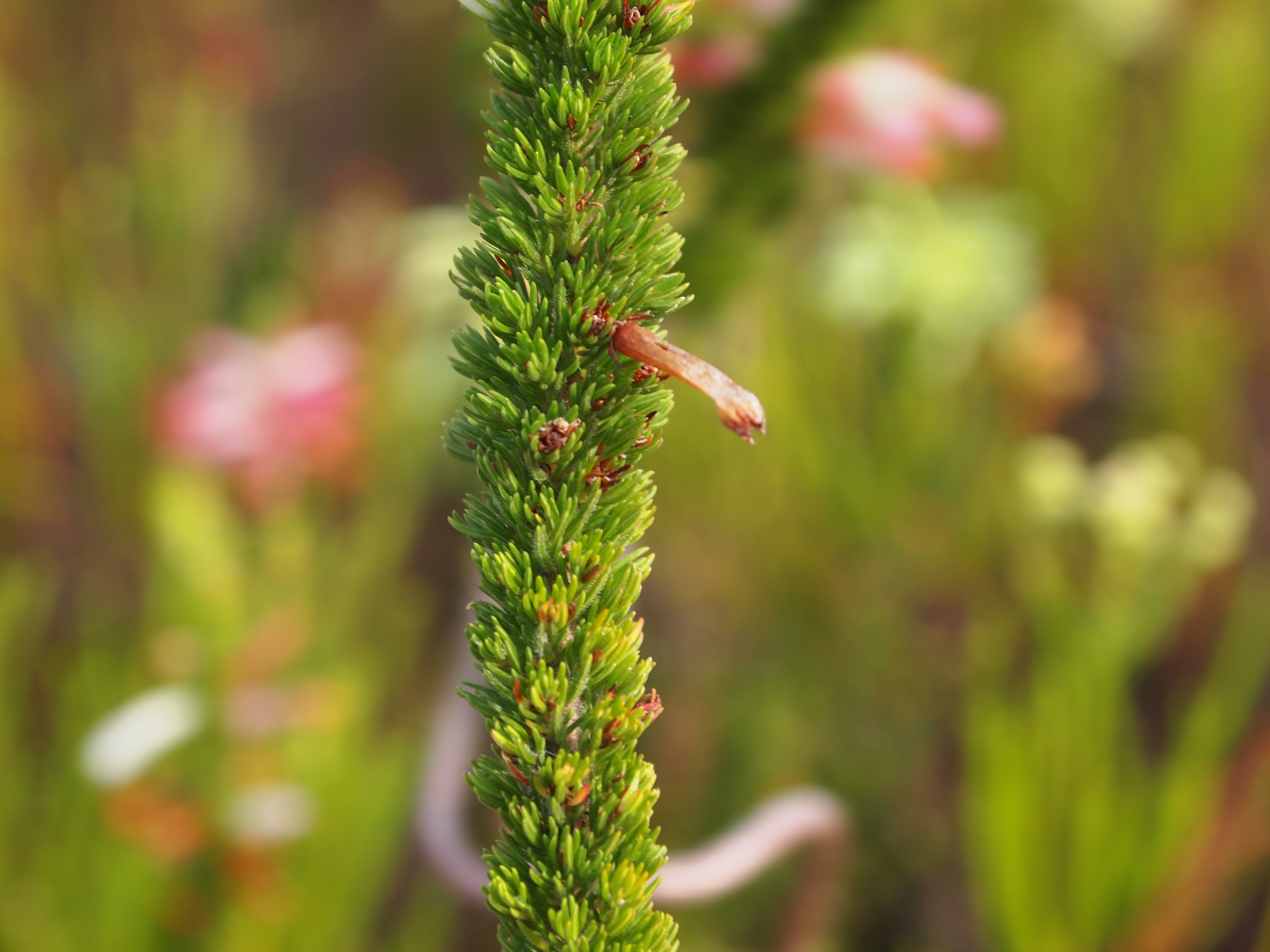
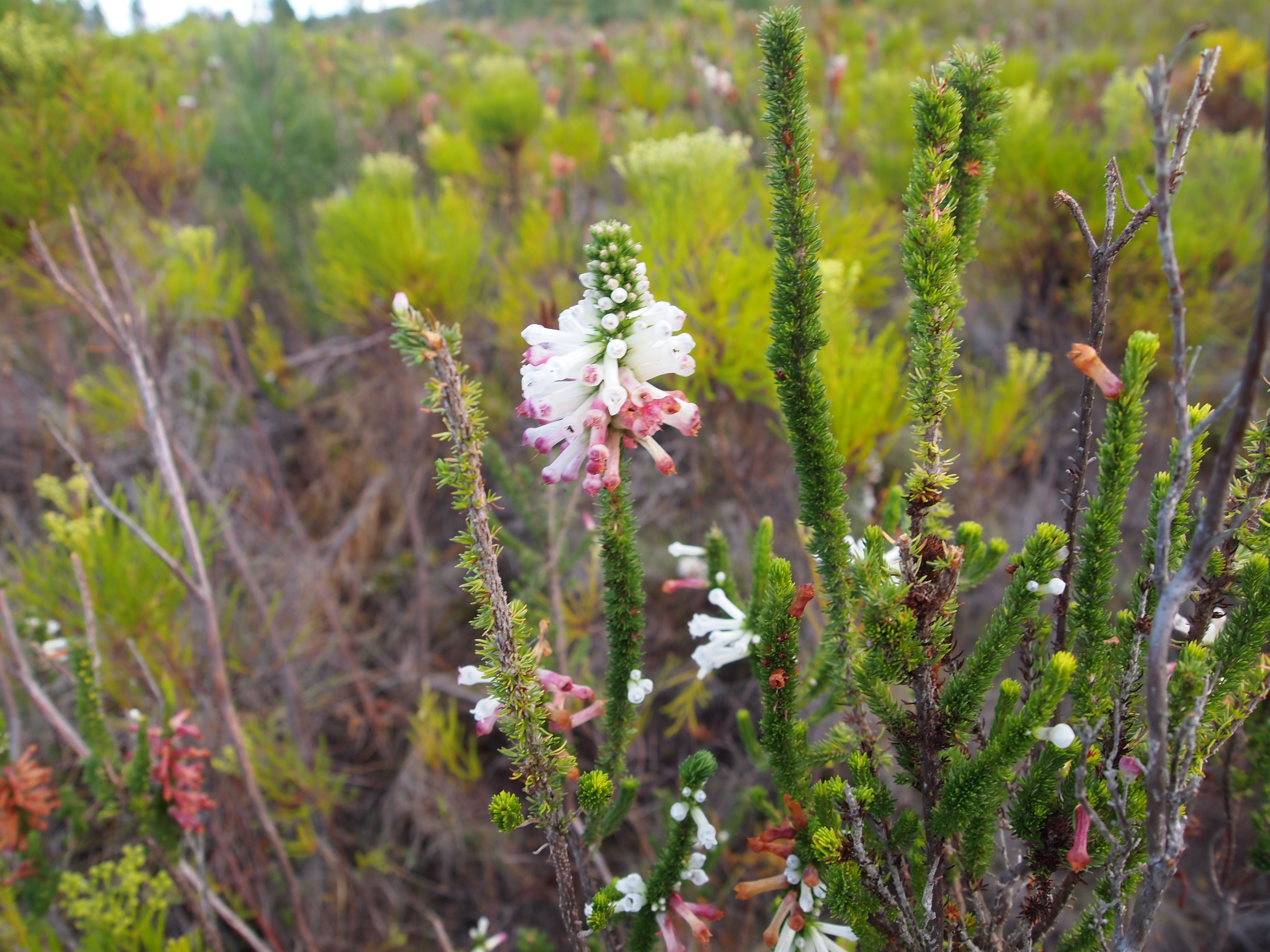